# Route du Rhum

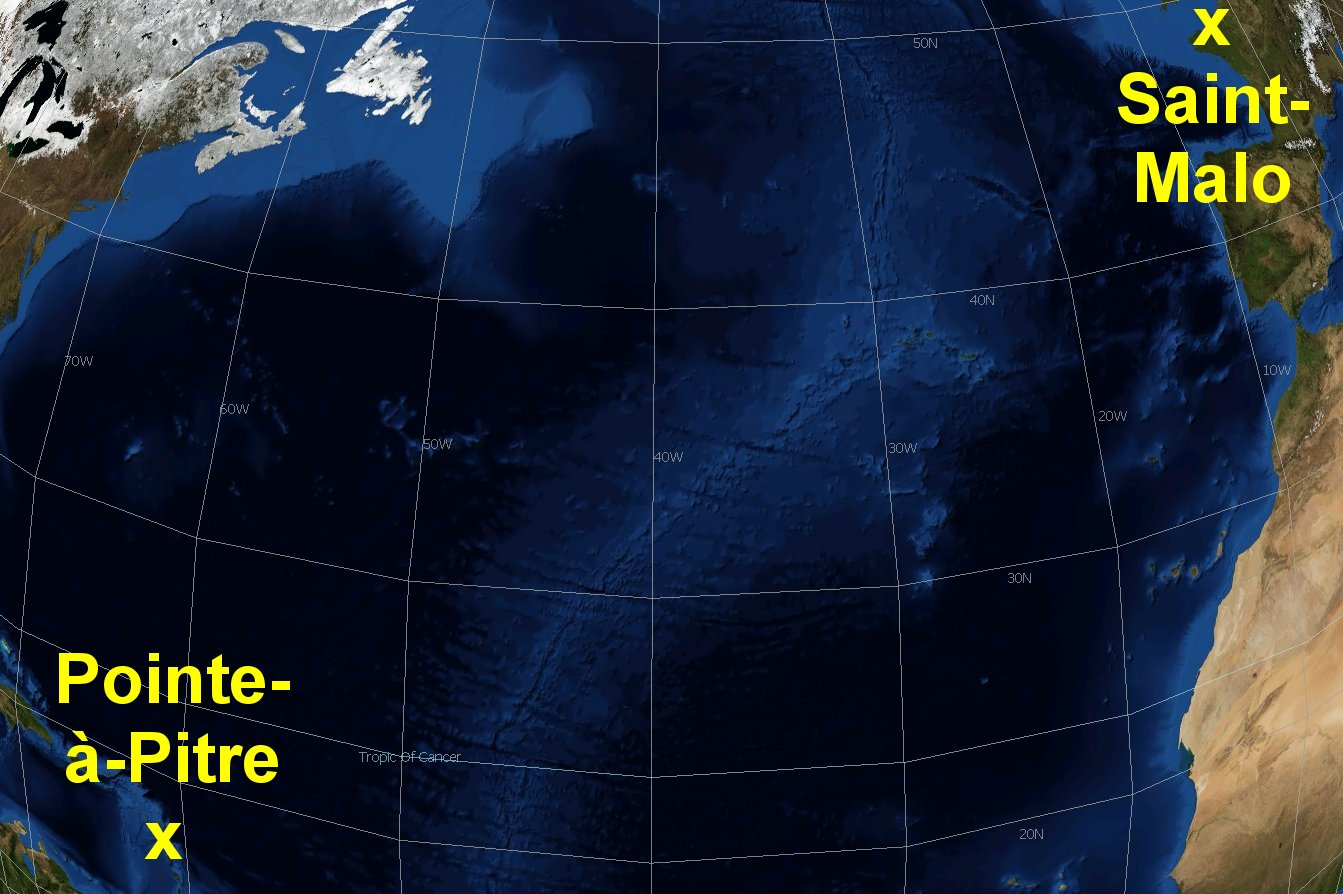
Punto di partenza e di arrivo della regata

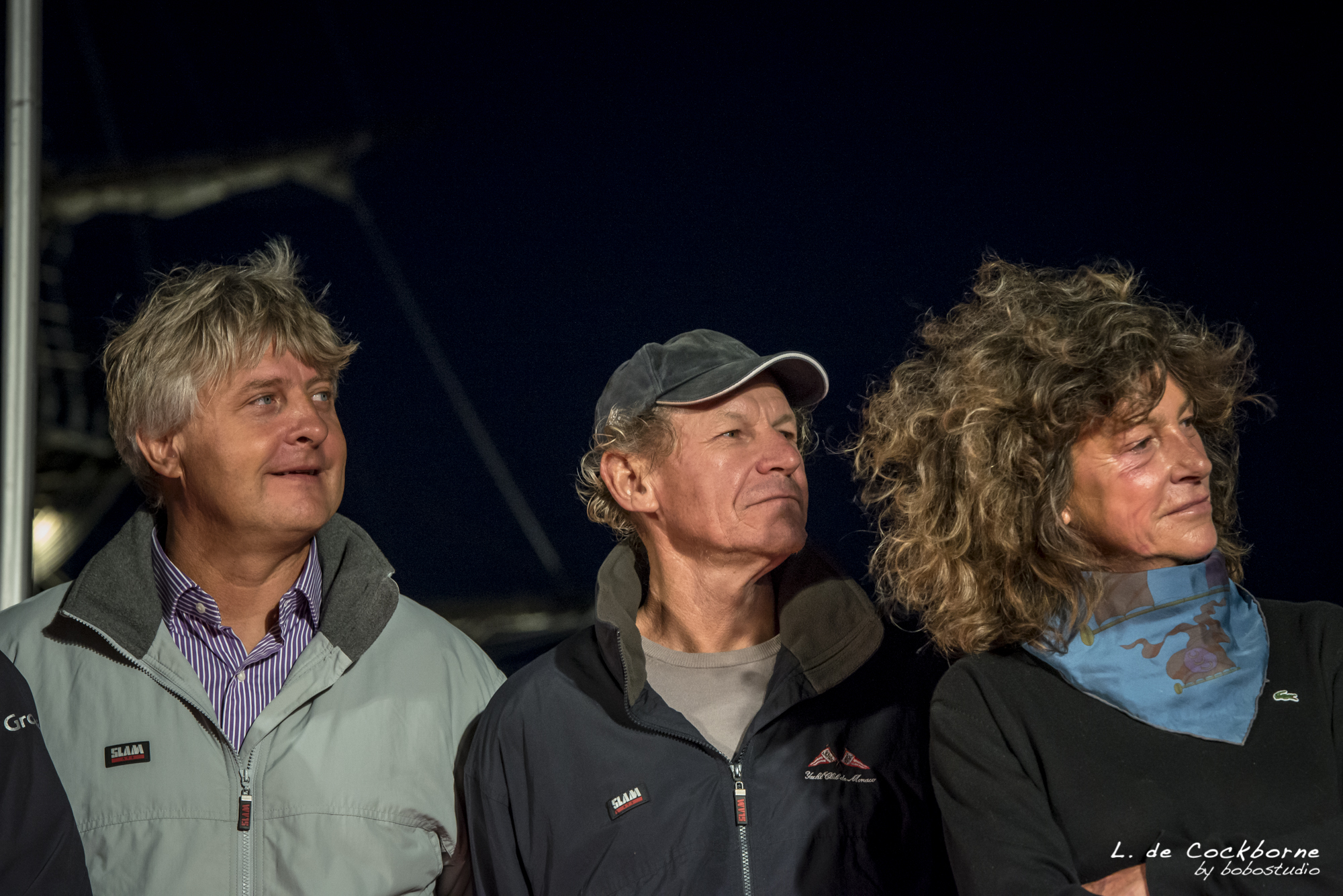
Tre vincitori: Laurent Bourgnon, Philippe Poupon e Florence Arthaud nel 2014

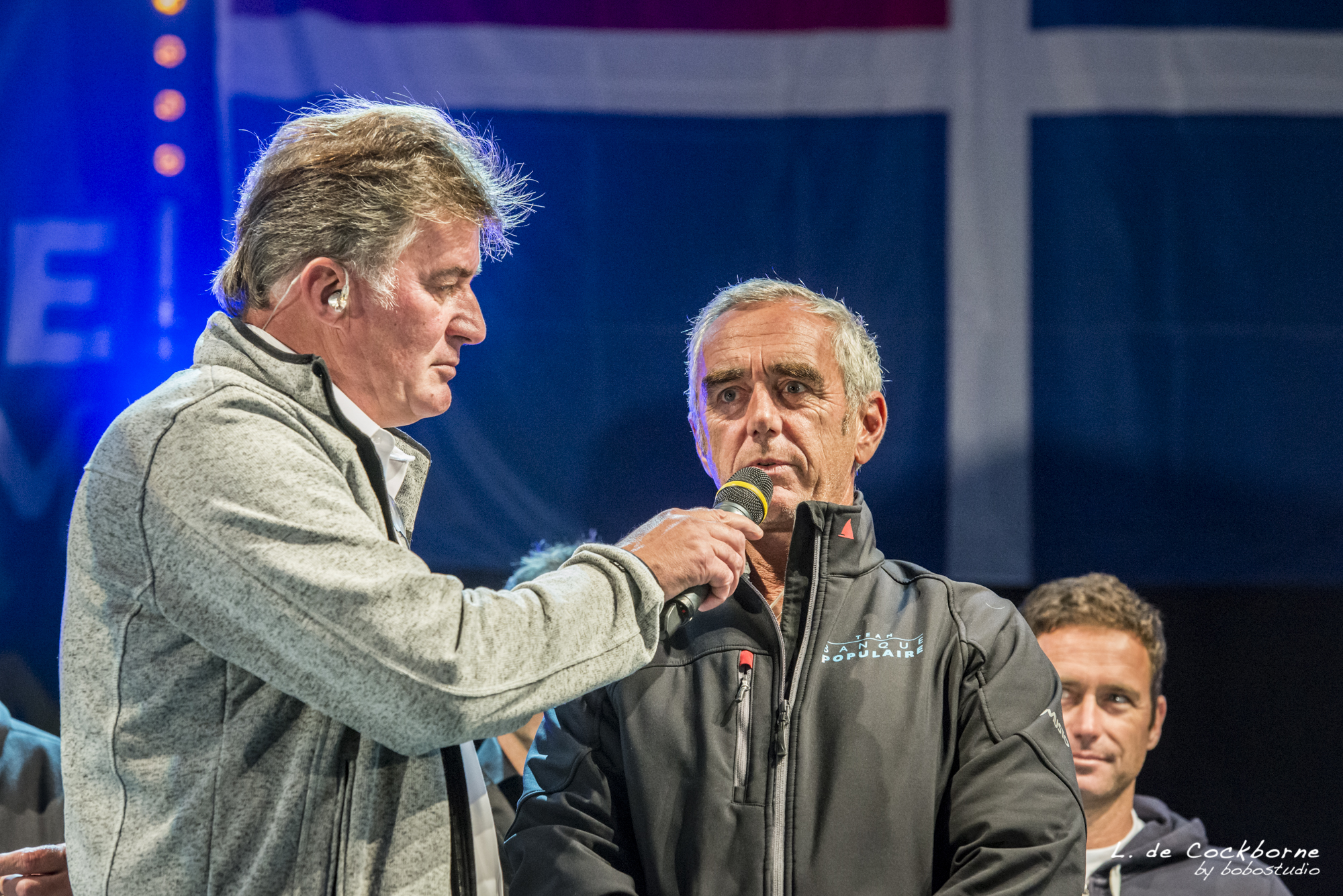
Loïck Peyron, vincitore della 10ª edizione del 2014

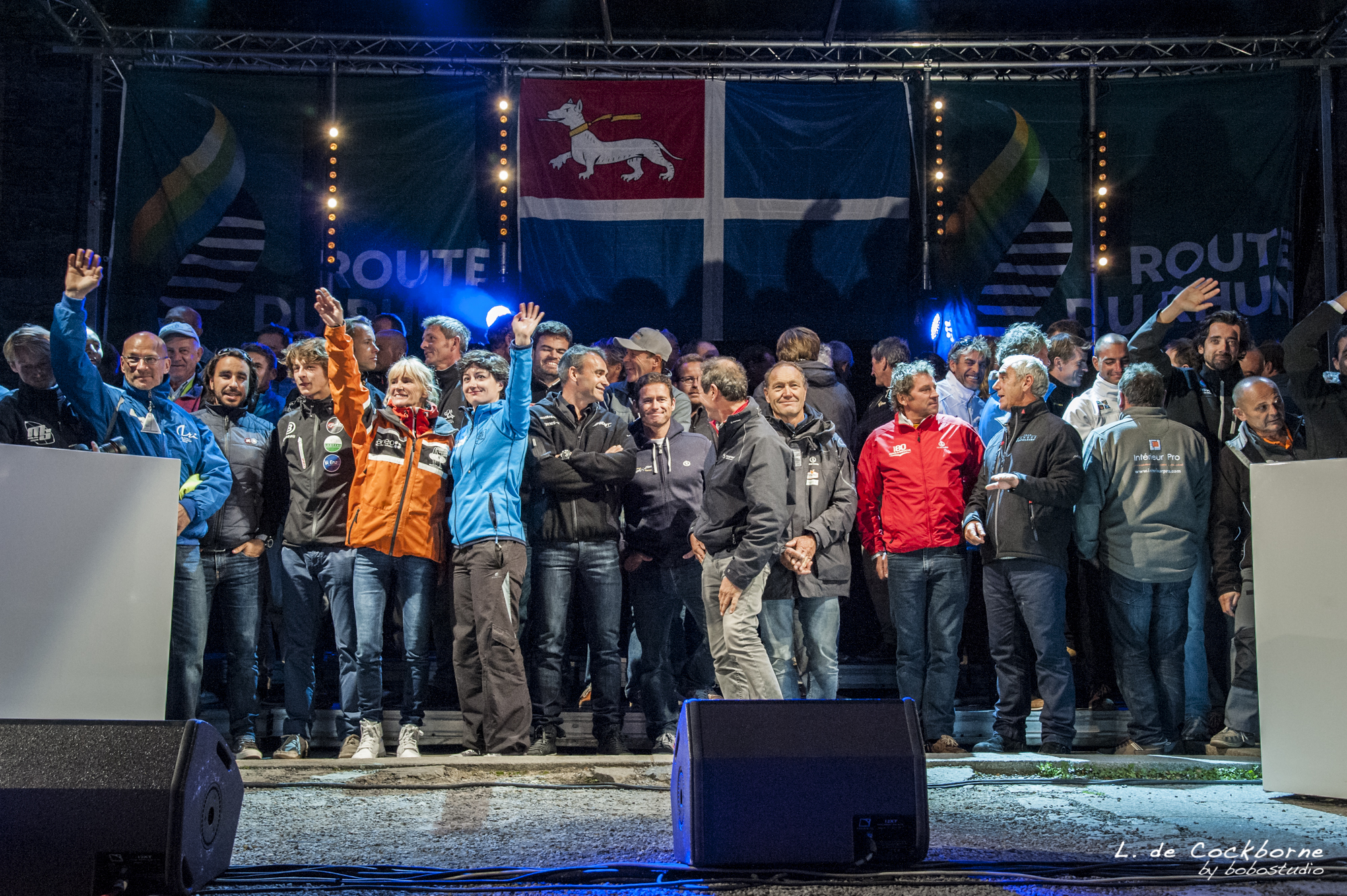
Foto di gruppo dei partecipanti alla 10ª edizione del 2014

La Route du Rhum – Destination Guadeloupe (Rotta del Rum - Destinazione Guadalupa) è una regata transatlantica in solitario senza scali e senza assistenza, che si svolge ogni 4 anni tra la Francia metropolitana e la Guadalupa tra fine ottobre e inizio novembre. Il record della traversata è stato stabilito nel 2022 da Charles Caudrelier sul trimarano Maxi Edmond de Rothschild in 6 giorni 19 ore 47 minuti e 25 secondi.

## Presentazione
Si tratta di una regata d'altura transatlantica in solitario creata nel 1978 che si tiene ogni quattro anni al mese di novembre e che collega il porto francese di Saint-Malo (Bretagna) a Pointe-à-Pitre, sull'isola della Guadalupa, dall'altra parte del Atlantico nelle Antille francesi. La corsa è aperta a varie classi veliche ed è una delle regate d'altura più prestigiose al mondo. La Route du Rhum è in particolare famosa per la sua classe per i super multiscafi (chiamata classe Ultime) dove competono i più grandi e veloci trimarani del mondo, stabilendo nuovi record di velocità dagli inizi degli anni 2000. Il record della traversata è stato stabilito nel 2022 da Charles Caudrelier sul trimarano Maxi Edmond de Rothschild che, con un tempo di 6 giorni 19 ore 47 minuti e 25 secondi alla media di 26,9 nodi, ha migliorato il precedente record, stabilito nel 2018 da Francis Joyon su IDEC Sport con un tempo di in 7 giorni 14 ore 21 minuti 47 secondi. 
Le uniche tre donne (al 2014) ad aver vinto la Route du Rhum (almeno nella propria categoria di partecipazione) sono: Florence Arthaud (1990 / 1ª nella generale), Ellen Mac Arthur (1998 / 1ª IMOCA e 2ª nella generale) e Anne Caseneuve (2014 / 1ª RHUM e 22ª nella generale).

## Percorso
La partenza è data a Saint-Malo tra fine ottobre e inizio novembre. La linea di partenza è al nord della pointe du Grouin (nel comune di Cancale in Bretagna) e, per permettere agli spettatori di approfittare dell'inizio della corsa, le imbarcazioni devono superare la boa di Cap Fréhel tenendola a tribordo (destra).

L'arrivo è a Pointe-à-Pitre in Guadalupa, la linea d'arrivo è a prossimità di Pointe-à-Pitre, arrivando bisogna tenere a babordo (sinistra) la Guadalupa, sempre a babordo l'isolotto della Tête à l'Anglais e a tribordo la boa di Basse-Terre.
La distanza totale da percorrere sulla rotta ortodromica è di 3.542 miglia nautiche (6.560 km).

## Classi veliche
Questa gara è aperta ai multiscafi e monoscafi invitati (il numero massimo fissato a 100 nelle precedenti edizioni, è stato innalzato a 123 nell'edizione 2018), divisi in diverse classi veliche secondo la loro lunghezza fuori tutto; per formare una classe è necessario che ci siano almeno 5 partecipanti iscritti per quella classe. Nel corso delle edizioni le classi veliche sono variate, nell'edizione del 2022 erano:
- ULTIM 32/33 : multiscafi di lunghezza fuori tutto superiore a 100 piedi (32 metri) senza altre limitazioni di dimensione
- OCEAN FIFTY : multiscafi in conformità con le regole Multi50 (50 piedi (15,24 m) di lunghezza e di larghezza massima)
- IMOCA : monoscafi in conformità con le regole IMOCA (60 piedi (18,29 m) di lunghezza massima)
- CLASS40 : monoscafi in conformità con le regole Class40 (40 piedi (12,19 m) di lunghezza e di larghezza massima)
- RHUM : multiscafi e monoscafi che non rientrano in una delle altre classi definite in precedenza
  - multiscafi di lunghezza fuori tutto superiore o uguale a 39 piedi (11,89 m) e inferiore a 60 piedi (18,29 m)
  - monoscafi di lunghezza fuori tutto superiore o uguale a 39 piedi (11,89 m)

Le classi presenti nel corso delle edizioni:
| Anno               | 1994 | 1998 | 2002 | 2006 | 2010 | 2014 | 2018 | 2022 |
| ------------------ | ---- | ---- | ---- | ---- | ---- | ---- | ---- | ---- |
| ORMA               |      | ●    | ●    | ●    |      |      |      |      |
| Ultim 32/33        |      |      |      |      | ●    | ●    | ●    | ●    |
| Multi50/OceanFifty |      | ●    | ●    | ●    | ●    | ●    | ●    | ●    |
| IMOCA              | ●    | ●    | ●    | ●    | ●    | ●    | ●    | ●    |
| Class40            |      |      | ●    | ●    | ●    | ●    | ●    | ●    |
| Rhum Mono/Multi    |      |      |      |      | ●    | ●    | ●    | ●    |

## Edizioni

### 1978
| Classe   | Pos               | Skipper       | Yacht         | Tempo |
| -------- | ----------------- | ------------- | ------------- | ----- |
| Generale |                   |               |               |       |
| 1        | Mike Birch        | Olympus photo | 23j 06h59'35" |       |
| 2        | Michel Malinovski | Kriter V      | 23j 07h01'13" |       |
| 3        | Philip S. Weld    | Rogue Wave    | 23j 15h51'32" |       |

### 1982
| Classe   | Pos          | Skipper       | Yacht         | Tempo |
| -------- | ------------ | ------------- | ------------- | ----- |
| Generale |              |               |               |       |
| 1        | Marc Pajot   | Elf-Aquitaine | 18j01h38'00'’ |       |
| 2        | Bruno Peyron | Jaz           | 18j11h46'22'’ |       |
| 3        | Mike Birch   | Vital         | 18j13h44'06'’ |       |

### 1986
| Classe   | Pos             | Skipper            | Yacht         | Tempo |
| -------- | --------------- | ------------------ | ------------- | ----- |
| Generale |                 |                    |               |       |
| 1        | Philippe Poupon | Fleury-Michon VIII | 14j15h57'15'’ |       |
| 2        | Bruno Peyron    | Ericsson           | 16j17h04'43'’ |       |
| 3        | Lionel Péan     | Hitachi            | 17j07h04'43'’ |       |

### 1990
| Classe   | Pos              | Skipper           | Yacht         | Tempo |
| -------- | ---------------- | ----------------- | ------------- | ----- |
| Generale |                  |                   |               |       |
| 1        | Florence Arthaud | Groupe Pierre 1er | 14j10h08'28'’ |       |
| 2        | Philippe Poupon  | Fleury-Michon IX  | 14j18h39'36'’ |       |
| 3        | Laurent Bourgnon | RMO               | 14j18h46'31'’ |       |

### 1994
| Classe   | Pos              | Skipper                | Yacht         | Tempo |
| -------- | ---------------- | ---------------------- | ------------- | ----- |
| Generale |                  |                        |               |       |
| 1        | Laurent Bourgnon | Primagaz               | 14j06h28'29'’ |       |
| 2        | Paul Vatine      | Région Haute-Normandie | 14j09h38'56'’ |       |
| 3        | Yves Parlier     | Cacolac d'Aquitaine    | 15j19h23'35'’ |       |

### 1998
| Classe   | Pos              | Skipper     | Yacht          | Tempo |
| -------- | ---------------- | ----------- | -------------- | ----- |
| Generale |                  |             |                |       |
| 1        | Laurent Bourgnon | Primagaz    | 12j08h 41'06'’ |       |
| 2        | Alain Gautier    | Brocéliande | 12j11h 54'32'’ |       |
| 3        | Franck Cammas    | Groupama    | 12j19h 41'13'’ |       |

### 2002
| Classe            | Pos               | Skipper               | Yacht         | Tempo |
| ----------------- | ----------------- | --------------------- | ------------- | ----- |
| ORMA (multiscafi) |                   |                       |               |       |
| 1                 | Michel Desjoyeaux | Géant                 | 13j07h53'00'’ |       |
| 3                 | Marc Guillemot    | Biscuit La Trinitaine | 13j19h36'18'’ |       |
| 5                 | Lalou Roucayrol   | Banque Populaire      | 14j07h01'00'’ |       |
| IMOCA (monoscafi) |                   |                       |               |       |
| 2                 | Ellen MacArthur   | Kingfisher            | 13j13h31'47'’ |       |
| 4                 | Mike Golding      | Ecover                | 13j22h49'35'’ |       |
| 6                 | Joé Seeten        | Arcelor               | 16j00h51'51'’ |       |

### 2006
| Classe            | Pos               | Skipper          | Yacht           | Tempo |
| ----------------- | ----------------- | ---------------- | --------------- | ----- |
| ORMA (multiscafi) |                   |                  |                 |       |
| 1                 | Lionel Lemonchois | Gitana           | 7j 17h19'6"     |       |
| 2                 | Pascal Bidegorry  | Banque Populaire | 8j 4h25'7"      |       |
| 3                 | Thomas Coville    | Sodeb'O          | 8j 13h39'02"    |       |
| IMOCA (monoscafi) |                   |                  |                 |       |
| 11                | Roland Jourdain   | SillVeolia       | 12j 11h 58'583  |       |
| 12                | Jean Le Cam       | VM Matériaux     | 12j 12h 26'58'’ |       |
| 14                | Jean-Pierre Dick  | Virbac-Paprec    | 12j 20h 27'58'’ |       |

### 2010
| Classe                           | Pos               | Skipper                   | Yacht           | Tempo |
| -------------------------------- | ----------------- | ------------------------- | --------------- | ----- |
| ULTIME (multiscafi 9 iscritti)   |                   |                           |                 |       |
| 1                                | Franck Camms      | Groupama                  | 9j 03h 14' 47s  |       |
| 2                                | Francis Joyon     | IDEC                      | 9j 13h 50' 48s  |       |
| 3                                | Thomas Coville    | Sodebo                    | 10j 03h 13' 11s |       |
| IMOCA (monoscafi 9 iscritti)     |                   |                           |                 |       |
| 5                                | Roland Jourdain   | Véolia Environnement      | 13J 17h 10' 56s |       |
| 6                                | Armel Le Cléac'h  | Britair                   | 14j 01h 06' 07s |       |
| 7                                | Marc Guillemot    | Safran                    | 14j 12h 28' 02s |       |
| MULTI50 (multiscafi 12 iscritti) |                   |                           |                 |       |
| 11                               | Lionel Lemonchois | Prince de Bretagne        | 15j 04h 50' 48s |       |
| 12                               | Lalou Roucayrol   | Région Aquitaine          | 15j 12h 30' 14s |       |
| 13                               | Loïc Fequet       | Maître Jacques            | 15j 14h 28' 26s |       |
| CLASS40 (monoscafi 44 iscritti)  |                   |                           |                 |       |
| 23                               | Thomas Ruyant     | Destination Dunkerque     | 17j 23h 10' 17s |       |
| 25                               | Nicolas Troussel  | Crédit Mutuel de Bretagne | 18j 02h 40' 15s |       |
| 26                               | Yvan Noblet       | Appart City               | 18j 06h 38' 17s |       |
| RHUM (11 iscritti)               |                   |                           |                 |       |
| 32                               | Andrea Mura       | Vento Di Sardegna         | 19j 09h 40' 30s |       |
| 44                               | Luc Coquelin      | Pour le Rire Médecin      | 20j 13h 15' 36s |       |
| 59                               | Julien Mabit      | monopticien.com           | 22j 07h 42' 56s |       |

### 2014
| Classe                           | Pos                   | Skipper                                       | Yacht           | Tempo | kn |
| -------------------------------- | --------------------- | --------------------------------------------- | --------------- | ----- | -- |
| ULTIME (multiscafi 8 iscritti)   |                       |                                               |                 |       |    |
| 1                                | Loïck Peyron          | Banque Populaire VII                          | 7j 15h 8' 32"   | 19,34 |    |
| 2                                | Yann Guichard         | Spindrift 2                                   | 8j 5h 18' 46"   | 17,95 |    |
| 3                                | Sébastien Josse       | Edmond de Rotschild                           | 8j 14h 47' 9"   | 17,13 |    |
| MULTI50 (multiscafi 11 iscritti) |                       |                                               |                 |       |    |
| 8                                | Erwan Le Roux         | FenetreA Cardinal                             | 11j 5h 13' 55"  | 13,16 |    |
| 9                                | Lalou Roucayrol       | Arkema-Région Aquitaine                       | 11j 21h 29' 10" | 12,41 |    |
| 11                               | Gilles Lamiré         | Rennes Métropole-Saint Malo Agglomération     | 12j 10h 44' 37" | 11,86 |    |
| IMOCA (monoscafi 9 iscritti)     |                       |                                               |                 |       |    |
| 10                               | François Gabart       | Macif                                         | 12j 4h 38' 55"  | 12,10 |    |
| 13                               | Jérémie Beyou         | Maitre Coq                                    | 11j 12h 11' 18" | 11,80 |    |
| 14                               | Marc Guillemot        | Safran                                        | 13j 1h 59' 20"  | 11,28 |    |
| CLASS40 (monoscafi 43 iscritti)  |                       |                                               |                 |       |    |
| 19                               | Alex Pella            | Tales II                                      | 16j 17h 47' 8"  | 8,82  |    |
| 20                               | Thibaut Vauchel-Camus | Solidaires en Peloton pour la Fondation ARSEP | 17j 4h 33' 41"  | 8,59  |    |
| 21                               | Kito de Pavant        | OTIO - Bastide Médical                        | 17j 5h 7' 3"    | 8,57  |    |
| RHUM (20 iscritti)               |                       |                                               |                 |       |    |
| 22                               | Anne Caseneuve        | ANEO                                          | 17j 7h 6' 3"    | 8,53  |    |
| 40                               | Andrea Mura           | Vento di Sardegna                             | 20j 2h 19' 36"  | 7,34  |    |
| 41                               | Robin Knox-Johnston   | GreyPower                                     | 20j 7h 52' 22"  | 7,26  |    |

### 2018
| Classe                          | Pos                   | Skipper                                | Yacht           | Tempo | kn    | Miglia reali | kn reale |
| ------------------------------- | --------------------- | -------------------------------------- | --------------- | ----- | ----- | ------------ | -------- |
| ULTIME (multiscafi 6 iscritti)  |                       |                                        |                 |       |       |              |          |
| 1                               | Francis Joyon         | IDEC SPORT                             | 7j 14h 21' 47"  | 19,42 | 4.367 | 23,95        |          |
| 2                               | François Gabart       | Trimaran MACIF                         | 7j 14h 28' 55"  | 19,41 | 4.281 | 23,46        |          |
| 17                              | Thomas Coville        | Sodebo Ultim'                          | 16j 07h 45' 36" | 9,04  | 5.634 | 14,38        |          |
| MULTI50 (multiscafi 6 iscritti) |                       |                                        |                 |       |       |              |          |
| 3                               | Armel Tripon          | Reaute Chocolat                        | 11j 07h 32' 40" | 13,04 | 4.563 | 16,80        |          |
| 5                               | Erwan Le Roux         | Fenetrea - Mix Buffet                  | 12j 01h 09' 12" | 12,25 | 4.538 | 15,69        |          |
| 6                               | Thibaut Vauchel-Camus | Solidaires en Peloton-ARSEP            | 12j 09h 18' 44" | 11,91 | 4.495 | 15,12        |          |
| IMOCA (monoscafi 20 iscritti)   |                       |                                        |                 |       |       |              |          |
| 7                               | Paul Meilhat          | SMA                                    | 12j 11h 23' 18" | 11,83 | 4.451 | 14,87        |          |
| 8                               | Yann Elies            | Ucar - Saint Michel                    | 12j 13h 38' 30" | 11,74 | 4.597 | 15,24        |          |
| 4                               | Alex Thomson          | Hugo Boss                              | 12j 23h 10' 58" | 12,33 | 4.713 | 16,40        |          |
| CLASS40 (monoscafi 53 iscritti) |                       |                                        |                 |       |       |              |          |
| 16                              | Yoann Richomme        | Veedol - AIC                           | 16j 03h 22' 44" | 9,14  | 4.309 | 11,12        |          |
| 19                              | Aymeric Chappelier    | AINA Enfance & Avenir                  | 16j 11h 16' 15" | 8,96  | 4.425 | 11,19        |          |
| 21                              | Phil Sharp            | Imerys Clean Energy                    | 16j 13h 01' 50" | 8,92  | 4.487 | 11,30        |          |
| RHUM MULTI (21 iscritti)        |                       |                                        |                 |       |       |              |          |
| 15                              | Pierre Antoine        | Olmix                                  | 15j 01h 15' 05" | 9,29  | 4.473 | 11,73        |          |
| 30                              | Jean François Lilti   | Ecole Diagonale pour Citoyens du Monde | 18j 07h 32' 45" | 8,05  | 4.723 | 10,74        |          |
| 31                              | Etienne Hochedé       | PIR2                                   | 19j 00h 18' 06" | 7,76  | 4.634 | 10,15        |          |
| RHUM MONO (17 iscritti)         |                       |                                        |                 |       |       |              |          |
| 18                              | Sidney Gavignet       | Cafe Joyeux                            | 16j 10h 18' 05" | 8,98  | 4.736 | 12,01        |          |
| 24                              | Sebastien Destremau   | Alcatraz IT - FaceOcean                | 17j 07h 25' 44" | 8,53  | 4.725 | 11,37        |          |
| 50                              | Luc Coquelin          | Rotary La Mer Pour Tous                | 22j 08h 24' 12" | 6,66  | 4.506 | 8,40         |          |

### 2022
| Classe                              | Pos                | Skipper                                             | Yacht           | Tempo | kn    | Miglia reali | kn reale |
| ----------------------------------- | ------------------ | --------------------------------------------------- | --------------- | ----- | ----- | ------------ | -------- |
| ULTIM 32/33 (trimarani 8 iscritti)  |                    |                                                     |                 |       |       |              |          |
| 1                                   | Charles Caudrelier | Maxi Edmond de Rothschild                           | 6j 19h 47' 25"  | 21,6  | 4.399 | 26,9         |          |
| 2                                   | François Gabart    | SVR-Lazartigue                                      | 6j 23h 03' 15"  | 21,2  | 4.365 | 26,1         |          |
| 3                                   | Thomas Coville     | SODEBO Ultim 3                                      | 7j 06h 37' 25"  | 20,3  | 4.439 | 25,4         |          |
| OCEAN FIFTY (multiscafi 8 iscritti) |                    |                                                     |                 |       |       |              |          |
| 8                                   | Erwan Le Roux      | KOESIO                                              | 10j 21h 35' 52" | 13,5  | 4.197 | 16,0         |          |
| 9                                   | Quentin Vlamynck   | ARKEMA                                              | 10j 21h 54' 05" | 13,5  | 4.186 | 16,0         |          |
| 10                                  | Sébastien Rogues   | Primonial                                           | 11j 03h 37' 37" | 13,2  | 4.220 | 15,8         |          |
| IMOCA (monoscafi 38 iscritti)       |                    |                                                     |                 |       |       |              |          |
| 11                                  | Thomas Ruyant      | LinkedOut                                           | 11j 17h 36' 45" | 12,6  | 4.362 | 15,5         |          |
| 13                                  | Charlie Dalin      | APIVIA                                              | 11j 19h 38' 11" | 12,5  | 4.353 | 15,3         |          |
| 14                                  | Jérémie Beyou      | Charal                                              | 11j 21h 00' 55" | 12,4  | 4.330 | 15,2         |          |
| CLASS40 (monoscafi 55 iscritti)     |                    |                                                     |                 |       |       |              |          |
| 35                                  | Yoann Richomme     | Paprec Arkéa                                        | 14j 03h 08' 40" | 10,4  | 4.005 | 11,8         |          |
| 36                                  | Ambrogio Beccaria  | Allagrande - Pirelli                                | 14j 07h 23' 48" | 10,3  | 4.041 | 11,8         |          |
| 38                                  | Corentin Douguet   | Queguiner-Innoveo                                   | 14j 09h 24' 12" | 10,2  | 4.031 | 11,7         |          |
| RHUM MULTI (14 iscritti)            |                    |                                                     |                 |       |       |              |          |
| 52                                  | Loïc Escoffier     | LODIGROUP                                           | 16j 06h 37' 23" | 9,1   | 4.298 | 11,0         |          |
| 53                                  | Roland Jourdain    | We Explore                                          | 16j 07h 21' 00" | 9,1   | 4.166 | 10,7         |          |
| 62                                  | Marc Guillemot     | METAROM MG5                                         | 16j 17h 51' 06" | 8,8   | 4.301 | 10,7         |          |
| RHUM MONO (15 iscritti)             |                    |                                                     |                 |       |       |              |          |
| 59                                  | Jean Pierre Dick   | Notre Méditerranée -Ville de Nice                   | 16j 13h 57' 51" | 8,9   | 4.151 | 10,4         |          |
| 87                                  | Catherine Chabaud  | Formatives ESI Business School pour Ocean As Common | 19j 10h 18' 43" | 7,6   | 4.272 | 9,2          |          |
| 89                                  | Wilfrid Clerton    | CAP AU CAP LOCATION                                 | 19j 22h 11' 45" | 7,4   | 4.331 | 9,1          |          |